# Campeonato Panamericano de Hockey sobre Patines de 2018
El IX Campeonato Panamericano de Hockey sobre Patines se celebró en la ciudad colombiana de Bogotá entre el 4 y el 9 de diciembre de 2018 con la participación de siete Selecciones nacionales masculinas de hockey patines, por primera vez como un campeonato autónomo específico para la modalidad del hockey sobre patines, a diferencia de las anteriores ediciones en las que se había disputado junto a otros deportes en el marco de los Juegos Panamericanos o bien junto a las restantes modalidades de patinaje en el marco de los Campeonatos Panamericanos de Patinaje.
A partir de 2011 se dejaron de celebrar competiciones conjuntas panamericanas con las distintas modalidades del patinaje, pasando cada una de ellas a organizar sus propios campeonatos. Las convulsas relaciones entre las federaciones sudamericanas, unidas a los conflictos internos de varias de ellas y a las dificultades económicas, fueron retrasando la implantación de un campeonato específico de hockey sobre patines a nivel panamericano. Se programó una primera edición en Colombia en 2016 que resultó suspendida por falta de interés en participar de varias selecciones. Se programó nuevamente en 2017 un campeonato de selecciones que debía disputarse en Brasil a la conclusión del campeonato de clubes, pero únicamente comparecieron las selecciones argentina y brasileña, disputando un único partido con el nombre de Copa Binacional.
Finalmente en 2018 se consiguió poner en marcha este primer Campeonato Panamericano de Hockey sobre Patines, gracias a que la nueva normativa de los campeonatos del mundo, que se disputan dentro de los Juegos Mundiales de Patinaje, solamente permite participar a aquellas selecciones que obtengan su clasificación en sus respectivos campeonatos continentales. De este modo en la categoría masculina se asignó el acceso de los tres primeros clasificados al Campeonato del Mundo de primera categoría, obteniendo el cuarto clasificado plaza para disputar la Copa Intercontinental como campeonato mundial de segundo nivel, y dejando a las restantes selecciones relegadas a disputar el tercer nivel, denominado Copa Challenger.
En esta edición se disputó el campeonato en sus categorías senior masculina y femenina, y se introdujo por primera vez la categoría junior (Sub-19) masculina.

## Equipos participantes
Participaron las mismas cuatro selecciones nacionales que habían disputado el anterior campeonato de 2011, y además regresaron a la competición Brasil, Estados Unidos y México, esta última después de seis años sin haber participado en ninguna competición.
| Argentina (1)      |
| Chile (2)          |
| Colombia (3)       |
| Uruguay (4)        |
| Brasil (-)         |
| Estados Unidos (-) |
| México (-)         |

## Primera fase
La primera fase del campeonato se disputó mediante sistema de liga a una sola vuelta entre todos los participantes, obteniendo tres puntos el ganador de cada partido, un punto en caso de empate, y cero puntos el perdedor del partido.
Los cuatro primeros clasificados pasaron a disputar las semifinales, mientras que los tres últimos quedaron eliminados de la competición.

### Resultados
|                | ARG | BRA   | CHI   | COL   | USA   | URU    | MEX    |
| -------------- | --- | ----- | ----- | ----- | ----- | ------ | ------ |
| Argentina      |     | 8 – 1 | 3 – 0 | 4 – 0 | 7 – 0 | 9 – 0  | 19 – 0 |
| Brasil         |     |       | 2 – 3 | 2 – 3 | 5 – 3 | 6 – 1  | 9 – 0  |
| Chile          |     |       |       | 2 – 1 | 8 – 1 | 12 – 2 | 19 – 0 |
| Colombia       |     |       |       |       | 6 – 0 | 9 – 0  | 19 – 0 |
| Estados Unidos |     |       |       |       |       | 2 – 2  | 7 – 1  |
| Uruguay        |     |       |       |       |       |        | 6 – 1  |
| México         |     |       |       |       |       |        |        |

### Clasificación
| Equipo         | Pts | PJ | PG | PE | PP | GF | GC | DG  |
| -------------- | --- | -- | -- | -- | -- | -- | -- | --- |
| Argentina      | 18  | 6  | 6  | 0  | 0  | 50 | 1  | 49  |
| Chile          | 15  | 6  | 5  | 0  | 1  | 44 | 9  | 35  |
| Colombia       | 12  | 6  | 4  | 0  | 2  | 38 | 8  | 30  |
| Brasil         | 9   | 6  | 3  | 0  | 3  | 25 | 18 | 7   |
| Estados Unidos | 4   | 6  | 1  | 1  | 4  | 13 | 29 | -16 |
| Uruguay        | 4   | 6  | 1  | 1  | 4  | 11 | 39 | -28 |
| México         | 0   | 6  | 0  | 0  | 6  | 2  | 79 | -77 |

## Fase final

### Sexto y séptimo puestos
- Uruguay 8 - 2  México

### Semifinales
- Argentina 8 - 1  Brasil
- Chile 4 - 0  Colombia

### Tercer y cuarto puestos
- Colombia 7 - 2  Brasil

### Final
- Argentina 2 - 1  Chile

## Clasificación final
| 1. Argentina      |
| 2. Chile          |
| 3. Colombia       |
| 4. Brasil         |
| 5. Estados Unidos |
| 6. Uruguay        |
| 7. México         |

| Predecesor: Campeonato Panamericano 2011 | Campeonato Panamericano de Hockey sobre Patines 2018 | Sucesor: Campeonato Panamericano 2021 |